# Olle Ericsson
Olof Charles Ericsson, detto Olle (Kumla, 1º giugno 1890 – Örebro, 25 luglio 1950), è stato un tiratore a segno svedese.

## Palmarès

### Olimpiadi
- 1 medaglia:
  - 1 bronzo (Anversa 1920 nella Carabina militare in piedi 300 m a squadre)